# ويليام صموئيل هال
ويليام صموئيل هال هو طبيب أسنان وسياسي كندي، ولد في 8 نوفمبر 1871 في كندا، وتوفي في 26 يناير 1938. حزبياً، نشط في Social Credit Party of Canada ‏. وقد انتخب عضو مجلس العموم الكندي.